# Charles Friesé
Pour les articles homonymes, voir Friesé.
Charles Friesé est un architecte français, né le 6 octobre 1901 à Paris et mort le 1er octobre 1970 à Nantes. Il est l’auteur des plans de plusieurs réalisations à Nantes et de villas balnéaires de La Baule.

## Biographie
Charles Friesé naît en 1901. Il est le fils de Paul-Émile Friesé (1851-1917), architecte parisien, et d'Hélène Rosenstiehl.
En 1936, Charles Friesé dessine la villa balnéaire bauloise Tong Soa.
Il collabore avec Henri Sauvage, en tant que chef de projet, pour les grands magasins de la Samaritaine, à Paris, et Decré de Nantes. Après la destruction de ce dernier en 1943, il dirige, avec Louis-Marie Charpentier, entre 1947 et 1951 l'édification du nouveau bâtiment selon un plan très différent. En 1953, il dessine le plan du cimetière Parc de Nantes, où il est inhumé. Il a laissé un important legs au musée du fort de la Pompelle. 
Il épouse en 1960 Victoire Durand-Gasselin, également architecte, auteur du plan du temple protestant de Nantes.

## Œuvre
- Usine aérospatiale Batignolles-Châtillon, Bouguenais